# Дайков'єт
Дайков'єт (в'єт. Đại Cồ Việt, «Великий Давній В'єт», кит.: 大瞿越) — в'єтнамська середньовічна держава, що існувала протягом 938—1009 рр. Утворена Нго Куєном після звільнення від китайського панування. Після занепаду династії ранніх Ле, у 1009 р. їй на зміну прийшла нова династія Пізніх Лі, а назву держави було змінено на Дайв'єт.

## Звільнення від китайського панування. Династія Нго (938—965)
Ще 905 року в'єти вибороли право мати власну адміністрацію, проте В'єтнам залишався частиною імперії Тан, а правителі В'єтнаму з родини Кхук мали титул цзедуши(губернатор).
930 р. південноханські правителі спробували знищити в'єтську самостійність і знищили родину Кхук, проте в'єти розпочали партизанську боротьбу і, очолювані спочатку Зионг Дінь Нге, а потім його зятем Нго Куєном, витіснили ханьців з більшості в'єтських міст і фортець. Після того, як 938 р. на р. Батьданг був знищений очолюваний сином імператора Південної Хань Лю Хунцао південноханський флот, в'єти остаточно повернули власну незалежність і того ж року Нго Куєн оголосив себе вионгом (скор. вуа), тобто царем. Так утворилася держава Дайков'єт, столицею якої стала фортеця Колоа (в'єт. Thành Cổ Loa).
Після смерті Нго Куєна в 944 р. в країні розпочалася боротьба за владу, в результаті якої в 965 р. були винищені всі представники династії Нго, а країна розпалася на 12 частин, владу в яких захопили наймогутніші шикуани (губернатори).

## Династія Дінь (968—980)
Внутрішні війни дванадцяти шикуанів тривали до 968 р., коли воєначальник Дінь Бо Лінь розбив війська шикуанів і проголосив себе загальнов'єтським вуа, заснувавши династію Дінь. Він одразу почав реформаторську діяльність: провів масовий переділ адміністративних кордонів, що підірвало владу провінційної знаті; модернізував і стандартизував в'єтську армію, вигнав усіх чиновників-конфуціанців, замінивши їх буддистами і даосами, серед яких була встановлена чітка ієрархія. За часів правління Дінь держава значно посилилася і 970 р. Дінь Бо Лінь навіть запровадив власне гасло правління «Тхайбінь» («Великий спокій»), як це робили китайські імператори.Спочатку Суни лише пригрозили йому, проте 971 р. Сун знищила Південну Хань, внаслідок чого постала загроза протистояння з могутнішою імперією, і Дінь Бо Лінь визнав владу Сун, отримавши титул вана(王).
979 р. відбувся державний переворот, внаслідок чого Дінь Бо Ліня та його старшого сина Дінь Л'єна було вбито. Правителем став другий малолітній син, при якому регентом була його мати. 980 р. Китай відправив на підкорення в'єтів армію і флот, у зв'язку із цією загрозою і тиском головнокомандувача Ле Хоана, регентша поступилася йому владою. Ле Хоана обрали вуа, а малолітнього нащадка Дінь зробили царевичем(ве-вионгом). Таким чином виникла династія ранніх Ле.

## Династія ранніх Ле (980—1009)
Ле Хоан зумів відбити напад сунської армії Хоу Женьбао, який потрапив у полон і був страчений. 982 р. раджа Чампи Парамешвараварман І заарештував в'єтське посольство, через що Ле Хоан повів військо на Чампу і захопив столицю Індрапуру, захопив і стратив раджу. У цьому поході в'єти захопили величезну здобич.

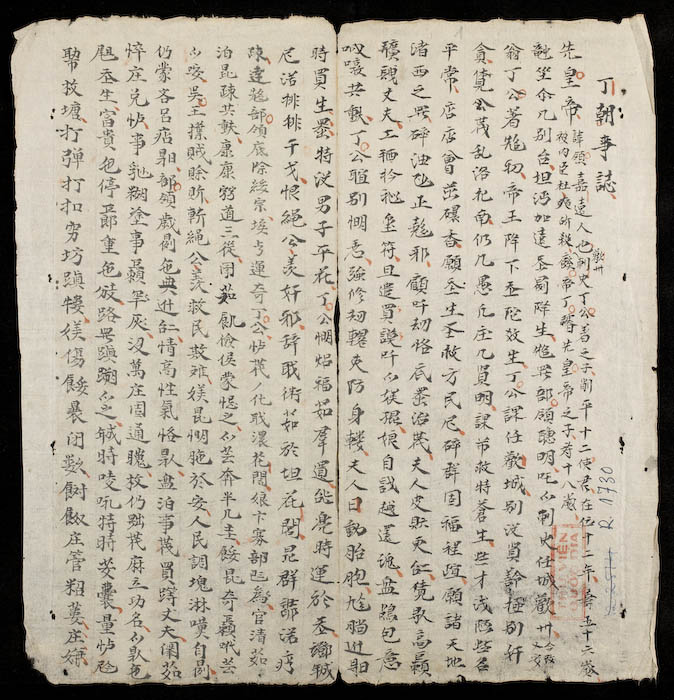
Перша сторінка з хроніки, що розповідає історію від 938 р. до 979 р., коли Дінь Бо Ліня було вбито.

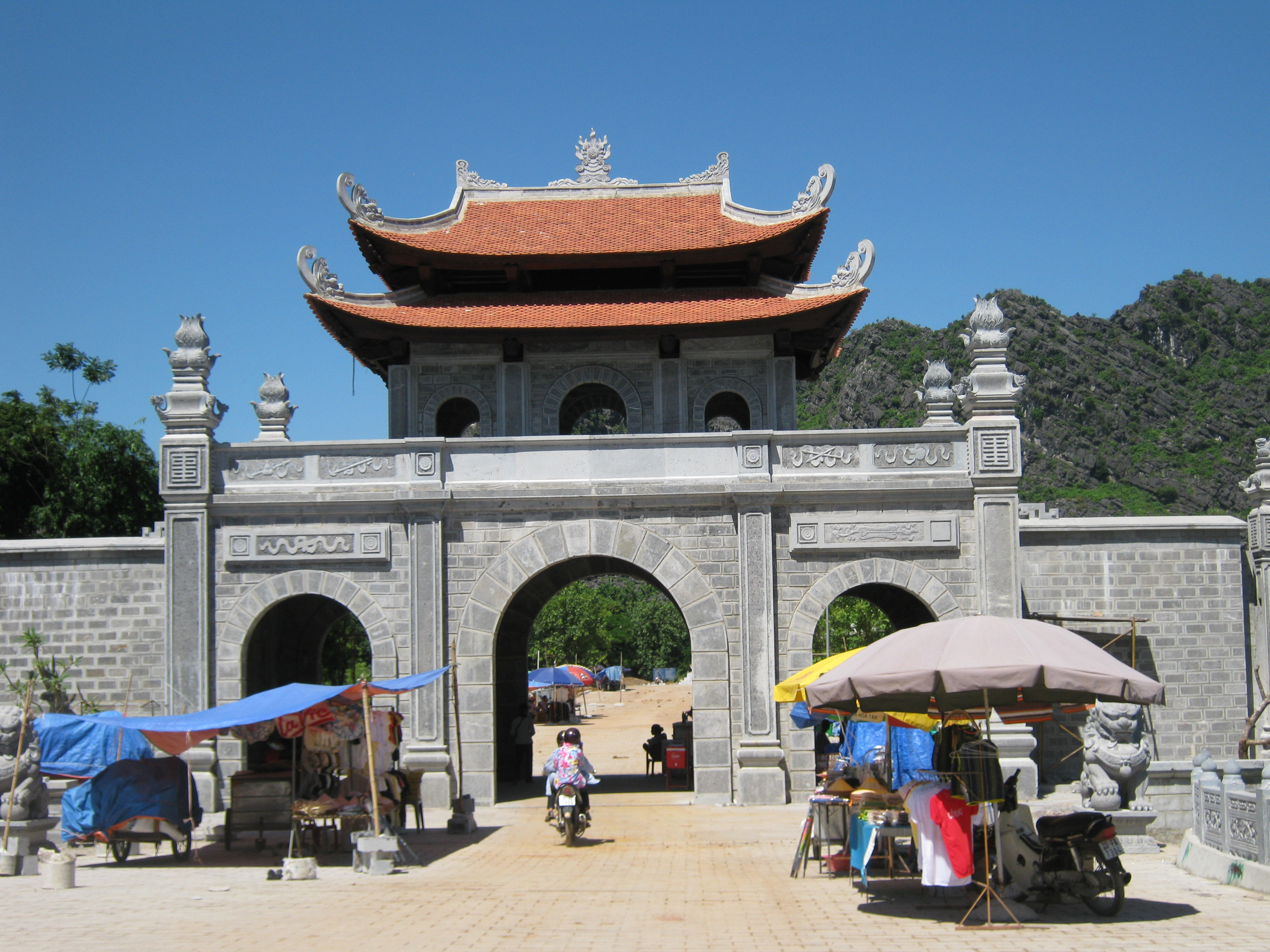
Стародавня столиця Хоали

Проте навіть внаслідок переможного походу в країні почався голод. Через це Ле Хоан розпочав розширення й удосконалення мережі іригаційних каналів. Також був проведений перепис населення та організована кіннопоштова служба, була запущена в обіг перша в'єтська монета — тхайбіньский хингбао (в'єт. Thái Bình Hưng Bảo). Остаточно ліквідував шикуанів, запровадив новий адміністративний поділ на 10 провінцій за китайським зразком, керувати якими поставив своїх синів. До того ж був створений центральний уряд з шести бо (міністерств). Крім того, влада всіляко сприяла злиттю буддійських доктрин з традиціями в'єтського культу предків (то тіен).
Проте внаслідок смерті Ле Хоана у 1005 р. його сини розпочали боротьбу за владу, в результаті якої до влади в 1006 р. прийшов Лаунг Дінь, якого хроніки зображають надзвичайно жорстоким садистом. За його правління було проведено остаточну кодифікацію системи військових і цивільних посадовців, що була запозичена у Сунів. 1009 р. внаслідок двірцевого перевороту Лаунг Діня убили, а новим правителем став обраний чиновниками і знаттю командувач гвардії Лі Тхай То, що почав реформи та змінив назву держави на Дайв'єт — «Великий В'єт».